# الدوري البحريني الممتاز 1965–66
الدوري البحريني الممتاز 1965-1966 هي النسخة العاشرة من الدوري البحريني الممتاز.

## نظرة عامة
توج المحرق باللقب.